# Museu de Arte Nelson-Atkins
O Museu de Arte Nelson-Atkins (em inglês:  Nelson-Atkins Museum of Art) é um museu de arte em Kansas City, Missouri, conhecido por sua coleção enciclopédica de arte de quase todos os continentes e culturas, e especialmente por sua extensa coleção de arte asiática. Em 2007, a revista Time classificou o novo Edifício Bloch do museu em primeiro lugar na sua lista de "As 10 Melhores (Novas e Futuras) Maravilhas Arquitetônicas", que considerou candidatos do mundo todo.
Em 1 de setembro de 2010, Julián Zugazagoitia tornou-se o quinto diretor do museu.